# Mușchiul palmar scurt

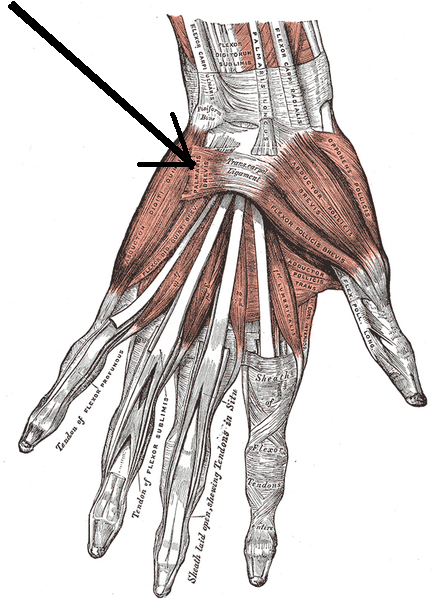
Mușchiul palmar scurt (săgeata)

Mușchiul palmar scurt (Musculus palmaris brevis) sau mușchiul palmar cutanat,  palmarul scurt este un mușchi cutanat (pielos) dreptunghiular subțire, așezat imediat sub pielea eminenței hipotenare a mâinii. Este un mușchi format din fascicule musculare paralele. 

## Inserții
Are originea de pe retinaculul flexorilor și pe marginea ulnară (medială) a părții centrale a aponevrozei palmare.
Se termină pe fața profundă a pielii, de-a lungul marginii mediale a eminenței hipotenare a palmei.

## Raporturi
Este situat superficial în țesutul celuloadipos subcutanat al hipotenarului, acoperind artera ulnară și ramura terminală superficială a nervului ulnar (Ramus superficialis nervi radialis).

## Acțiune
Este un mușchi rudimentar; el încrețește pielea regiunii hipotenare a palmei, formând cute transversale pe ea și protejează artera ulnară subiacentă când pumnul este strâns puternic. Este un mușchi involuntar.

## Inervația
Inervația este dată de ramura superficială a nervului ulnar (Ramus superficialis nervi radialis) (neuromer CVIII-Th1).

## Vascularizația
Vascularizația este asigurată de artera ulnară (Arteria ulnaris) și ramuri ale arcului palmar superficial (Arcus palmaris superficialis).